# Николина Љиљанић
Николина „Нина“ Љиљанић (рођена 1999. или 2000. — нестала 23. јануара 2015) била је петнаестогодишња девојчица из Даниловграда. Дана 23. јануара 2015. године, нестала је у вечерњим сатима. Након полицијског разговора са породицом, пријатељима и родбином, полиција је закључила како се Нина самовољно искрала из куће током ноћи. Зна се да је са собом понела батеријску лампу коју је два дана пре нестанка затражила од брата. Један од комшија рекао је како је око 23:30 сати на дан нестанка видео одсјај батеријске лампе у дворишту Нинине куће. Био је збуњујућ податак то што се искрала током ноћи иако се плашила мрака. Наредног дана, око 13 сати родитељи су схватили да Нине нема. На кревету су биле играчке и постељина који су били покривени деком и намештени тако да изгледа као да је Нина у кревету. Њен отац је рекао како ништа није наговештавало да ће Нина нестати. У првих три дана од нестанка, полиција, пријатељи и родбина претражили су терен у пречнику од три километра око њене куће. Током потраге, Нинин отац је сазнао како је она била заљубљена у једног младића, но ни он није знао где је она. Даниловград и Подгорица (у којој је Нина похађала Средњу медицинску школу) били су пуни плаката са њеном фотографијом и обавештењем да је нестала. Како би се помогло у потрази, дат је и њен опис: дуга смеђа коса, смеђе очи, висина од 158 центиметара а њени родитељи су рекли шта је највероватније носила на себи у ноћи нестанка: сиве хеланке, црну јакну и дубоке патике. 
Пре нестанка, Нина је оставила велики разлог за бригу, са статусима на свом Фејсбук профилу. Они су упућивали на то да је очајна те да се спрема да оде. 
Чак је и Подгорички Интерпол расписао међународну потрагу за Нином. 
Нинино беживотно тело пронађено је 15. марта 2015. године око 12:30 сати у реци Зети после 52 дана потраге. Тело је пронађено код места Блатина. Полиција је утврдила да се утопила у реци, но није установљен разлог зашто је Нина отишла од куће. На телу није било трагова насиља тако да је установљено да смрт није наступила насилним путем. 